# SE Ranking
SE Ranking — хмарна платформа для професіоналів в області SEO та онлайн-маркетингу, яка пропонує повний набір незамінних SEO-інструментів, включаючи перевірку позицій, аудит сайту, моніторинг беклінків, кластеризацію і багато інших не очікуваних для звичайної SEO-платформи функцій. Серед них White Label та «Маркетинговий план».
Це сервіс для спеціалістів SEO, SEO-компаній та агентств, вебмайстрів, власників вебсайтів, інтернет-маркетологів.

## Інструменти
- Web-монітор[3]
- Аналіз сайту [4]
- Кластеризація базується на тесті перших 10 результатах, які випускають пошукові системи Google та Яндекс. Система порівнює список URL-адреси, отриманого на кожному запиті, та збігу групує їх. Ключові слова, що потрапляють в одну групу, додатково порівнюються між собою. Це забезпечує їх більш ефективне розповсюдження через сторінки сайту та рейтингування в пошукових системах.[5]
- Перевірка позицій[6]
- Моніторинг беклінків[7]
- SEO-аудит сторінки[8]
- Маркетинг-план[9] — онлайн-посібник SEO, складений відповідно до кращої світової практики. Він крок за кроком веде користувач на процес оптимізації сайту, відстеження дій та закріплення відсотка прогресу.[2][10]
- Підбір запитів і визначення частотності
- Аналіз конкуренції в SEO/PPC [11]
- Аналіз беклінків[12]
- White Label — це функція, яка допомагає перенести послуги до свого домену та організувати все — від інтерфейсу до звітів — у корпоративному стилі компанії. Це дозволить цифровим агентствам виглядати більш вигідним в очах клієнтів, не витрачаючи суттєвого бюджету для розвитку власної служби SEO.[2]

## References
1. ↑  "SE Ranking" [Архівовано 6 червня 2017 у Wayback Machine.] Marketingbuzz
2. 1 2 3  SE Ranking. startpack.ruhttps (рос.). Процитовано 28 січня 2022.{{cite web}}:  Обслуговування CS1: Сторінки з параметром url-status, але без параметра archive-url (посилання)
3. ↑  "5 фактов, которые вы должны узнать о своих конкурентах" WebPromoExperts
4. ↑  "Используем SE Ranking для проверки позиций в поисковиках, аналитики и аудита сайтов" [Архівовано 9 квітня 2016 у Wayback Machine.] SeoWind
5. ↑  "Кластеризация в SE Ranking: обработка тысячи запросов в минуту с одновременной проверкой частотности" [Архівовано 29 березня 2017 у Wayback Machine.] CMSmagazine
6. ↑  "Эффективный сервис проверки позиций SE Ranking" [Архівовано 6 червня 2017 у Wayback Machine.] SelfHacker
7. ↑  "Отряд самоубийц Google Analytics" SPARK
8. ↑  "SEO-аудит страницы в SE Ranking: наиболее полный и глубокий анализ оптимизации страницы под запрос" CMSmagazine
9. ↑  "Настраиваемый маркетинг-план от SE Ranking" SearchEngines
10. ↑  План SEO аудита. Архів оригіналу за 28 січня 2022. Процитовано 28 січня 2022.
11. ↑  "SE Ranking запустил обновленную версию анализа конкурентов" [Архівовано 9 грудня 2016 у Wayback Machine.] SearchEngines
12. ↑  "Как и зачем анализировать ссылки конкурентов?" SPARK

## External links
- Сайт SE Ranking [Архівовано 30 березня 2022 у Wayback Machine.]